# Station La Bonneville-sur-Iton
Station Bonneville sur Iton is een spoorwegstation in de Franse gemeente La Bonneville-sur-Iton.